# Xyris surinamensis
Xyris surinamensis là một loài thực vật hạt kín trong họ Hoàng đầu. Loài này được A.Spreng. miêu tả khoa học đầu tiên năm 1828.